# Viola suavis
Viola suavis là một loài thực vật có hoa trong họ Hoa tím. Loài này được M.Bieb. miêu tả khoa học đầu tiên năm 1819.

## Hình ảnh

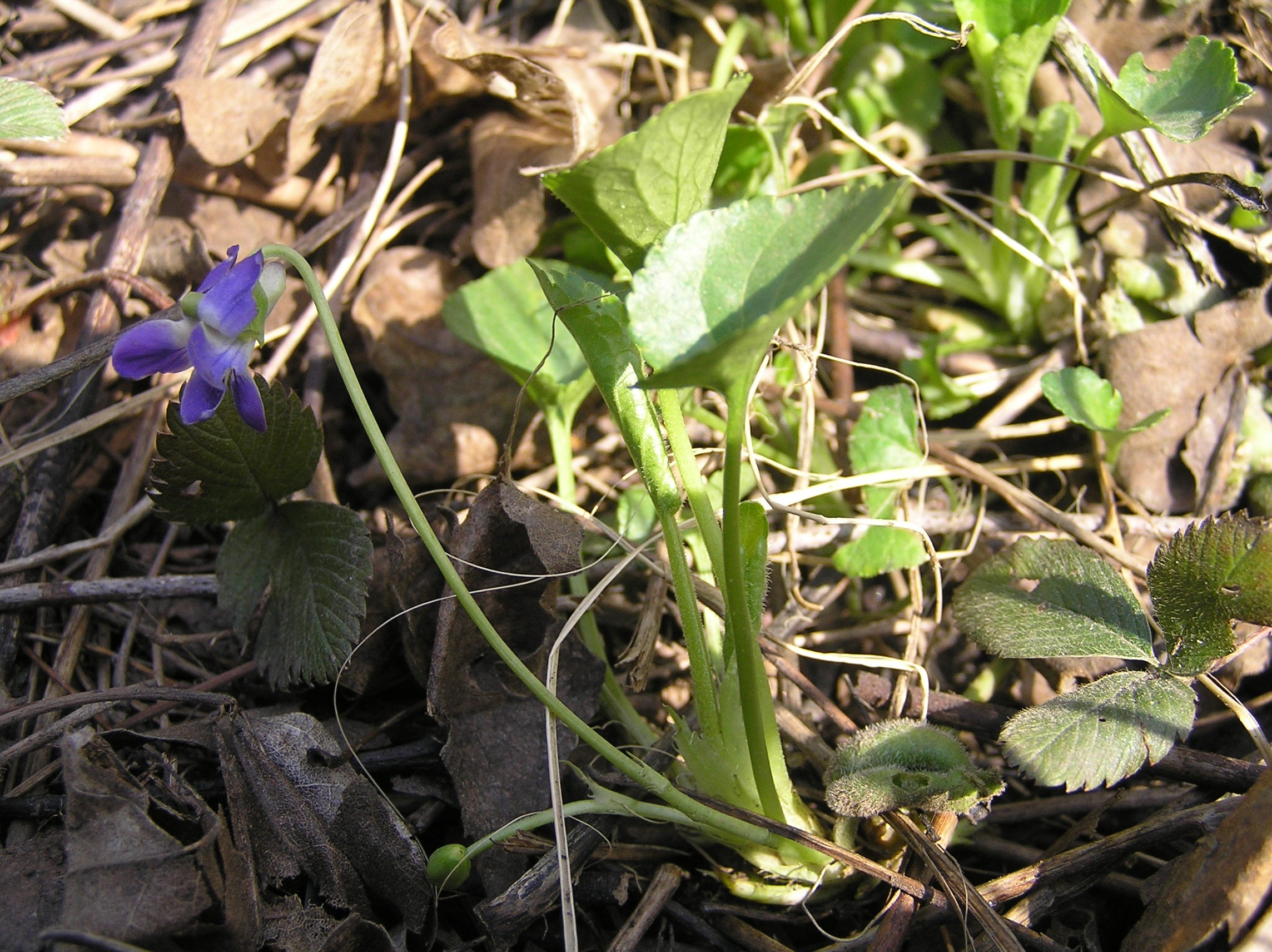
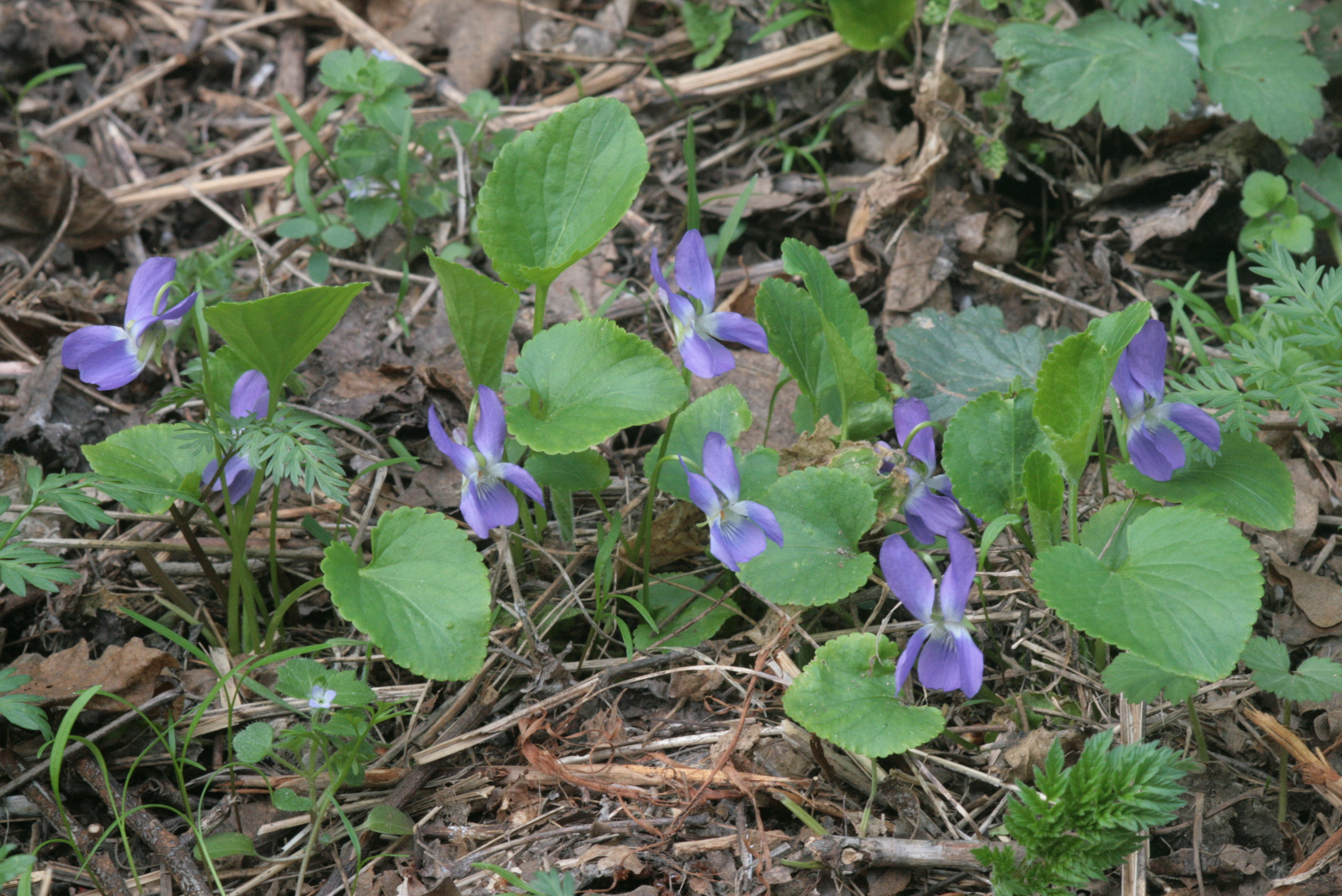
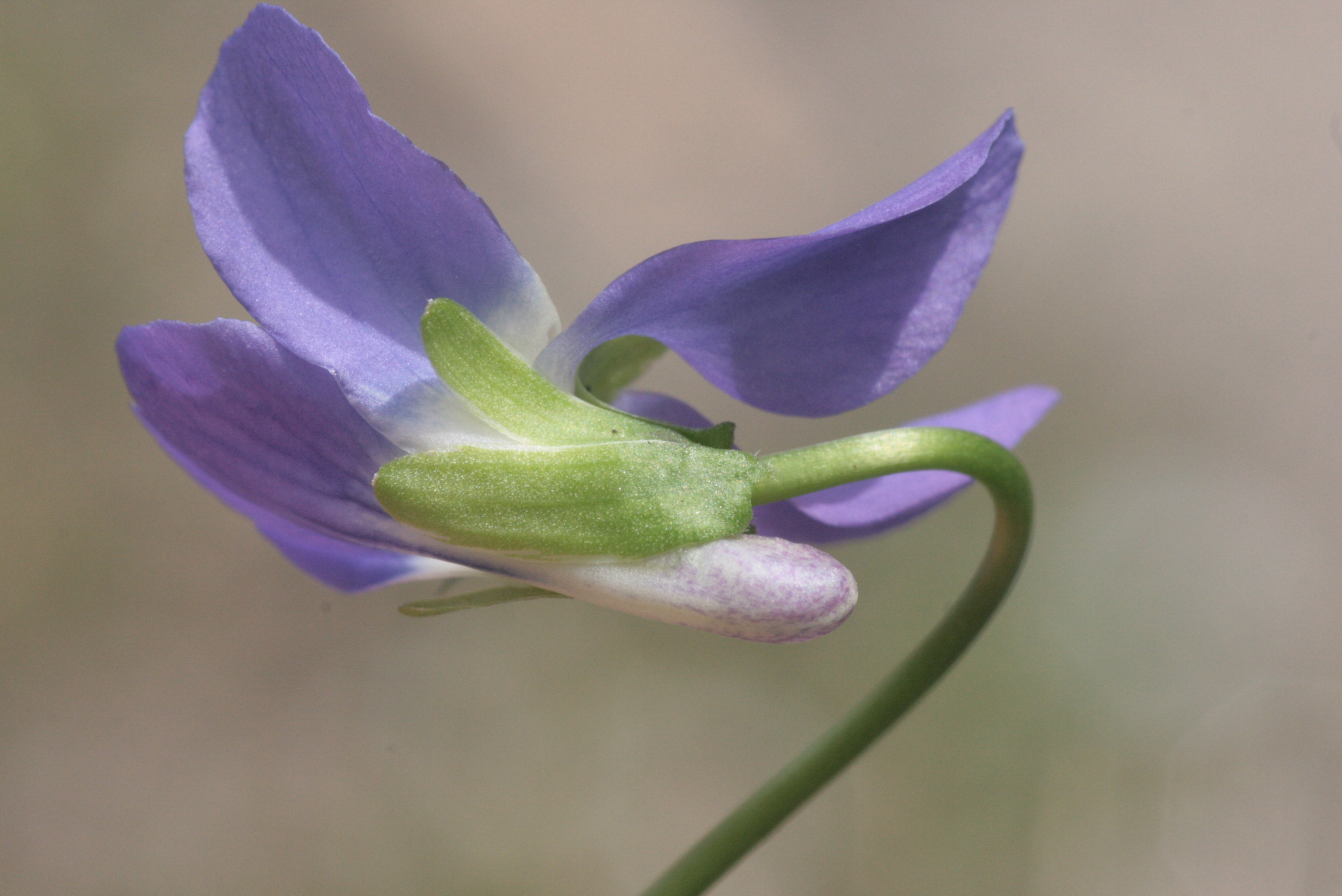
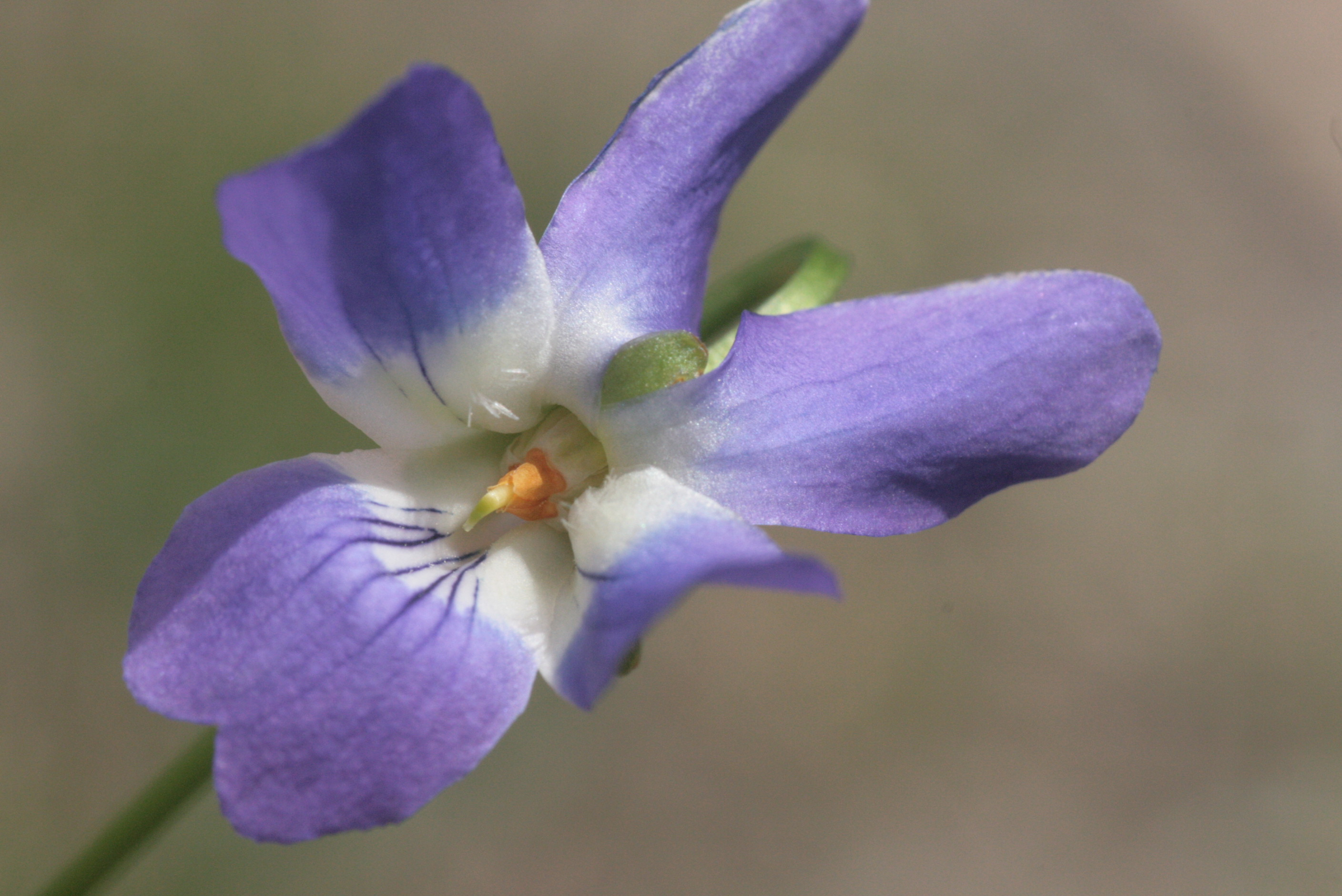